# جایزه بزرگ فرانسه ۱۹۶۷
جایزه بزرگ فرانسه ۱۹۶۷ (انگلیسی: ‎1967 French Grand Prix‎) یک مسابقهٔ موتوری در رشتهٔ اتومبیل‌رانی فرمول یک بود که در تاریخ ۲ ژوئیهٔ ۱۹۶۷ در پیست بوگاتی واقع در لو مان، فرانسه برگزار شد. این گراند پری در میان ۱۱ گراند پری در فصل ۱۹۶۷، مسابقهٔ شمارهٔ ۵ بود.
در این مسابقه که در ۸۰ دور و به مسافت ۳۵۴٫۴۰ کیلومتر (۲۲۰٫۲۱۴ مایل) برگزار شد، پول پوزیشن توسط گراهام هیل کسب شد و سریع‌ترین زمان برای طی یک دور پیست که برابر با ۱:۳۶٫۷ بود نیز توسط گراهام هیل به ثبت رسید.
جک برابام از تیم برابام-رپکو، دنی هیولم از تیم برابام-رپکو و جکی استوارت از تیم بی‌آرام به‌ترتیب مقام‌های اول تا سوم مسابقه را کسب کردند.

## رده‌بندی قهرمانی پس از مسابقه
|       | جایگاه | راننده       | امتیاز |
| ----- | ------ | ------------ | ------ |
|       | ۱      | دنی هیولم    | ۲۲     |
| ۴     | ۲      | جک برابام    | ۱۶     |
| ۱     | ۳      | پدرو رودریگز | ۱۲     |
| ۱     | ۴      | کریس ایمون   | ۱۱     |
| ۱     | ۵      | جیم کلارک    | ۱۰     |
| منبع: |        |              |        |

|       | جایگاه | سازنده       | امتیاز |
| ----- | ------ | ------------ | ------ |
|       | ۱      | برابام-رپکو  | ۲۷     |
|       | ۲      | کوپر-مازراتی | ۱۷     |
| ۳     | ۳      | بی‌آرام       | ۱۱     |
| ۱     | ۴      | فراری        | ۱۱     |
| ۱     | ۵      | لوتوس-فورد   | ۱۰     |
| منبع: |        |              |        |

یادداشت
- تنها پنج جایگاه نخست از هر رده‌بندی نمایش داده شده‌است.